# Maite Blasco
María Teresa Blasco Ranera (Madrid, 1 de diciembre de 1938) es una actriz española. 

## Biografía
Debutó como actriz profesional con Fernando Fernán Gómez, primero en teatro y posteriormente en el cine con La vida alrededor, en 1959 e Historia de una noche en 1963, entre otras. Seguirían otros montajes sobre los escenarios, como La tía de Carlos (1959) de Brandon Thomas, Oscar (1960) de Claude Magnier, Portazos (1960) de Michel Fermaud, Una tal Dulcinea (1961), de Alfonso Paso, Juego para marido y mujer (1961) de Paso, Pigmalión (1961) de George Bernard Shaw, Final del horizonte (1961) de Fernando Martín Iniesta, Historia de Vasco (1961) de Georges Schehadé,  Pisito de solteras (1962) de Jaime de Armiñán, El mejor mozo de España (1962) de Alfonso Paso, El perro del hortelano (1962) de Lope de Vega, El avión de Barcelona (1962) de Joaquín Calvo Sotelo, El lindo don Diego (1963), de Agustín Moreto, La tempestad (1963), de Shakespeare, La ratonera (1972), de Agatha Christie, Puede ocurrir mañana (1976) de Juan Carlos Ordóñez, Los forjadores de imperios (1976) de Boris Vian, Abre el ojo (1978) de Rojas Zorrilla,  Caimán (1982) de Antonio Buero Vallejo, El anzuelo de Fenisa (1997) de Lope de Vega y La venganza de Tamar (1997) de Tirso de Molina.
Actriz de larga trayectoria, actuaba mucho en la televisión de los años 1960, en espacios interpretativos de la sobremesa como Estudio 1, Primera fila  y Novela, donde se adaptaban algunas obras literarias de diversos autores; la más destacada fue El sueño de una noche de verano, realizada en 1971, de William Shakespeare. 
Realizó telenovelas en televisión junto a Lola Herrera, Paco Valladares, Emilio Gutiérrez Caba, Silvia Tortosa y Andrés Mejuto. Su presencia en Televisión Española fue casi ininterrumpida durante las décadas de 1960 y 1970. Contaron con su presencia espacios de teatro televisado como Estudio 1 o series de lo más variado: Mujeres solas (1960-1961), Chicas en la ciudad (1962), Rosi y los demás (1963), Primera fila (1964), Teatro de siempre (1967-1970), Persuasión (Serie TVE), de 1971 y Novela (1964-1978).
Desapareció de la escena española durante más de una década al instalarse en Italia, y a su regreso se reincorporó al cine en películas como Todo por la pasta (1991), Los peores años de nuestra vida (1994), El perro del hortelano (1996), Sobreviviré (1999) o Las 13 rosas (2007). En televisión ha intervenido en Doctor Mateo, Hospital Central, Amar en tiempos revueltos y El Rey.
Actualmente y desde 1977 está casada con el actor José Manuel Cervino.

## Trayectoria en Teatro
- La tía de Carlos (1959), de Brandon Thomas.
- Oscar (1960), de Claude Magnier.
- Portazos (1960), de Michel Fermaud.
- Una tal Dulcinea (1961), de Alfonso Paso.
- Juego para marido y mujer (1961), de Alfonso Paso.
- Pigmalión (1961), de George Bernard Shaw.
- Historia de Vasco (1961), de Georges Schehade.
- Final del horizonte (1961), de Fernando Martín Iniesta.
- Pisito de solteras (1962), de Jaime de Armiñán.
- El mejor mozo de España (1962), de Alfonso Paso.
- El avión de Barcelona (1962), de Joaquín Calvo Sotelo.
- El perro del hortelano (1963), de Lope de Vega.
- El lindo don Diego (1963), de Agustín Moreto.
- La tempestad (1963), de William Shakespeare.
- El sueño de una noche de verano (1964), de William Shakespeare.
- La ratonera (1972), de Agatha Christie.
- Puede ocurrir mañana (1976), de Juan Carlos Ordóñez.
- Los forjadores de imperios (1976), de Boris Vian.
- Abre el ojo (1978), de Francisco de Rojas Zorrilla.
- Caimán (1982), de Antonio Buero Vallejo.
- Aquí no paga nadie (1983), de Dario Fo.
- El anzuelo de Fenisa (1997), de Lope de Vega.
- La venganza de Tamar (1997), de Tirso de Molina.
- Madre Coraje y sus hijos (2010), de Bertolt Brecht.

## Trayectoria en Televisión
TVE
- Eugenia Grandet (1969).
- Persuasión (1971).
- Los tres mosqueteros (1971)

ESTUDIO 1
- Un espíritu burlón (22 de enero de 1970).
- Jazz (26 de febrero de 1970).
- El glorioso soltero (21 de mayo de 1970).
- Carlo Monte en Montecarlo (4 de enero de 1974)
- Amar en tiempos revueltos (2010)

## Trayectoria en el cine
| Año  | Título                              | Personaje               | Director                       |
| ---- | ----------------------------------- | ----------------------- | ------------------------------ |
| 1959 | La vida alrededor                   | Periodista              | Fernando Fernán Gómez          |
| 1960 | Navidades en junio                  | Luisa                   | Tulio Demicheli                |
| 1960 | Sólo para hombres                   |                         | Fernando Fernán Gómez          |
| 1960 | Don Lucio y el hermano Pío          |                         | José Antonio Nieves Conde      |
| 1961 | Siempre es domingo                  | Gloria prima de Carlota | Fernando Palacios              |
| 1961 | Hay alguien detrás de la puerta     | Luisa                   | Tulio Demicheli                |
| 1962 | Accidente 703                       | Maribel                 | José María Forqué              |
| 1962 | Historia de una noche               | Dorita                  | Luis Saslavsky                 |
| 1962 | El hombre del expreso de Oriente    |                         | Francisco de Borja Moro        |
| 1963 | Las gemelas                         |                         | Antonio del Amo                |
| 1964 | Brandy                              | Eva                     | José Luis Borau                |
| 1964 | Alféreces provisionales             | Almudena                | José Luis Merino               |
| 1976 | La querida                          | Clara                   | Fernando Fernán Gómez          |
| 1977 | Nunca es tarde                      | María Jesús             | Jaime de Armiñán               |
| 1980 | El hombre de moda                   | Berta                   | Fernando Méndez-Leite          |
| 1980 | Gary Cooper que estás en los cielos | Sonia Ortega            | Pilar Miró                     |
| 1981 | El crack                            | Merche                  | José Luis Garci                |
| 1984 | La noche más hermosa                | Secretaria de Federico  | Manuel Gutiérrez Aragón        |
| 1987 | La guerra de los locos              | Hermana Matilde         | Manolo Matji                   |
| 1991 | Todo por la pasta                   | Asunción                | Enrique Urbizu                 |
| 1994 | Los peores años de nuestra vida     | Madre                   | Emilio Martínez Lázaro         |
| 1995 | Una casa en las afueras             | Madre Superiora         | Pedro Costa                    |
| 1996 | El perro del hortelano              | Anarda                  | Pilar Miró                     |
| 1996 | Taxi                                | Mari                    | Carlos Saura                   |
| 1997 | Carreteras secundarias              | Tía Elvira              | Emilio Martínez Lázaro         |
| 1998 | El conductor                        | Madre                   | Jorge Carrasco                 |
| 1999 | Sobreviviré                         | Carmen                  | Alfonso Albacete, David Menkes |
| 2001 | Dama de Porto Pim                   | Madame Perrin           | J.A. Salgot                    |
| 2004 | Incautos                            | Tía Luisa               | Miguel Bardem                  |
| 2007 | Las 13 rosas                        | Juana                   | Emilio Martínez Lázaro         |
| 2010 | Vidas pequeñas                      |                         | Enrique Gabriel                |